# Tu-14
Tu-14 (ros. Ту-14) – radziecki odrzutowy, taktyczny samolot bombowy, zaprojektowany w biurze konstrukcyjnym Tupolewa. Używany jako morski samolot torpedowy. Oznaczenie w kodzie NATO „Bosun”.

## Historia
Prace nad samolotami odrzutowymi umożliwiły radzieckie zdobycze wojenne. Wkraczając do Niemiec w 1945 roku Armia Czerwona zdobyła część niemieckich silników odrzutowych BMW 003 oraz Junkers Jumo 004 napędzających samoloty Messerschmitt Me 262, Heinkel He 162 oraz bombowy Arado Ar 234. W Związku Radzieckim opracowano ich kopie RD-10 (Junkers Jumo 004) i RD-20 (BMW 003). W oparciu o te silniki powstały pierwsze odrzutowe samoloty myśliwskie Jak-15/16/17, Ła-150, MiG-9, Su-9. Silniki oparte na konstrukcjach niemieckich miały jednak niewielki ciąg, dużą awaryjność i niewielki resurs. Aby zaradzić tym problemom ZSRR kupiło w Wielkiej Brytanii około 30 silników odrzutowych Rolls-Royce Derwent Mark V i 25 silników Rolls-Royce Nene Mark I. Efektem zakupu był start prototypu myśliwca MiG-15, napędzanego silnikiem Nene. Wiosną 1947 roku biura konstrukcyjne Iljuszyna, Suchoja i Tupolewa otrzymały zadanie skonstruowania lekkiego bombowca taktycznego o napędzie odrzutowym, który w ówczesnej nomenklaturze nazywany był bombowcem frontowym (ros. фронтовой бомбардировщик). Decyzję o rozpoczęciu prac podjął osobiście Józef Stalin, który uważał, że obok bombowca strategicznego Tu-4 (będącego wierną kopią amerykańskiego B-29) lotnictwo Związku Radzieckiego powinno posiadać również bombowiec taktyczny zdolny do przenoszenia broni atomowej. Biuro konstrukcyjne Tupolewa w konstrukcji nowego samolotu wykorzystało gotowy płatowiec samolotu Tu-2, w którym zamiast silników tłokowych zamontowano dwa brytyjskie silniki odrzutowe Rolls-Royce Nene, kolejną wersją rozwojową przyszłego bombowca frontowego był samolot, w którym wykorzystano tylko skrzydła z Tu-2 a cały kadłub zaprojektowano i zbudowano od nowa, samolot został oznaczony jako Tu-12. Samolot napędzany był trzema silnikami, dwoma w gondolach pod skrzydłami i trzecim w tyle kadłuba. Pod skrzydłami zamontowano silniki Nene a w kadłubie silnik Derwent. W kolejnym prototypie angielskie silniki zastąpiono ich kopiami, silnikami RD-45 i RD-500. Tak wyposażony samolot stanął do konkursu na bombowiec taktyczny. Konkurs wygrał udany bombowiec z biura Iliuszyna Ił-28, jednak większy zasięg samolotu Tupolewa od jego konkurenta zaowocował zainteresowaniem się konstrukcją przez radziecką Marynarkę Wojenną, która był zainteresowana pozyskaniem lekkiego bombowca, zdolnego do przenoszenia torped. Jedynym problemem była obecność trzech silników i to różnych typów. Uporano się z tym dzięki pojawieniu się nowych, mocniejszych silników z biura konstrukcyjnego silników Klimowa. Nowy samolot oznaczony jako Tu-14 napędzany dwoma silnikami odrzutowymi WK-1 wszedł w końcu 1950 roku na uzbrojenie radzieckiej Marynarki Wojennej i służył w niej do 1960 roku, kiedy to zostały zastąpione przez torpedową wersję Ił-28T. Wyprodukowano około 150 sztuk samolotu.

## Konstrukcja
Bombowiec był górnopłatem o konstrukcji metalowej, półskorupowej, wykonanej z duraluminium. Kadłub o kołowym przekroju mieścił w hermetyzowanych kabinach trzyosobową załogę: pilota w kabinie na grzbiecie kadłuba, nawigatora/bombardiera w oszklonym dziobie maszyny i tylnego strzelca w kabinie strzeleckiej pod usterzeniem pionowym samolotu. Samolot miał proste skrzydła o trapezowym obrysie, skrzydła były podzielone na centropłat z podwieszonymi silnikami i trapezowe końcówki. Bombowiec miał prosty, klasyczny statecznik pionowy i skośny poziomy. Podwozie główne chowane było do gondoli silników a przednie do wnęki kadłuba. Poza wersją podstawową istniała również wersja torpedowa Tu-14T oraz rozpoznawcza Tu-14R, która w komorze bombowej przenosiła zestaw aparatów fotograficznych.

## Uzbrojenie
Samolot miał 4 działka NR-23 kalibru 23 mm. Dwa umieszczone z przodu kadłuba, na stałe, pod kabiną nawigatora, strzelające na wprost oraz dwa w tylnej wieżyczce sterowanej elektrycznie. Bombowiec mógł zabierać w swojej komorze bombowej do 3000 kg bomb lub dwie torpedy 45-36A.